# Lista amerykańskich senatorów ze stanu Ohio
Lista amerykańskich senatorów ze stanu Ohio – senatorzy wybrani ze stanu Ohio.
Stan Ohio został włączony do Unii 1 marca 1803 roku. Posiada prawo do mandatów senatorskich 1. i 3. klasy. Do 8 kwietnia 1913 roku (ratyfikowania 17. poprawki do Konstytucji) senatorowie byli wybierani przez stanowy parlament. Od tego czasu wybierani są w wyborach powszechnych.

## 1. klasa
| Lp.   | Imię i nazwisko     | Imię i nazwisko                                     | Od                                                                                   | Do                  | Partia                             | Kadencja | Uwagi |
| ----- | ------------------- | --------------------------------------------------- | ------------------------------------------------------------------------------------ | ------------------- | ---------------------------------- | --- | --- |
| 1     | John Smith          |                                                     | 1 kwietnia 1803                                                                      | 25 kwietnia 1808    | Partia Demokratyczno-Republikańska | 1 | Wybrany w 1803 Zrezygnował w trakcie trwania kadencji w 1808                                                                          |
| Wakat | Wakat               | Wakat                                               | 25 kwietnia 1808                                                                     | 12 grudnia 1808     |                                    | 1 | |
| 2     | Return J. Meigs Jr. |                                                     | 12 grudnia 1808                                                                      | 8 grudnia 1810      | Partia Demokratyczno-Republikańska | 1 | Wybrany do dokończenia kadencji w wyborach specjalnych w 1808                                                                         |
| 2     | Return J. Meigs Jr. | 2                                                   | 12 grudnia 1808                                                                      | 8 grudnia 1810      | Partia Demokratyczno-Republikańska | Wybrany na pełną, 6-letnią kadencję w 1808 Zrezygnował w trakcie trwania kadencji, by objąć urząd gubernatora Ohio | |
| Wakat | Wakat               | Wakat                                               | 8 grudnia 1810                                                                       | 15 grudnia 1810     |                                    | 2 | |
| 3     | Thomas Worthington  |                                                     | 15 grudnia 1810                                                                      | 1 grudnia 1814      | Partia Demokratyczno-Republikańska | 2 | Wybrany do dokończenia kadencji w wyborach specjalnych w 1810 Zrezygnował w trakcie trwania kadencji, by objąć urząd gubernatora Ohio |
| Wakat | Wakat               | Wakat                                               | 1 grudnia 1814                                                                       | 10 grudnia 1814     |                                    | 2 | |
| 4     | Joseph Kerr         |                                                     | 10 grudnia 1814                                                                      | 4 marca 1815        | Partia Demokratyczno-Republikańska | 2 | Wybrany do dokończenia kadencji w wyborach specjalnych w 1814 Nie starał się o wybór na pełną, 6-letnią kadencję w 1815               |
| 5     | Benjamin Ruggles    |                                                     | 4 marca 1815                                                                         | 4 marca 1833        | Partia Demokratyczno-Republikańska | 3 | Wybrany w 1815 |
| 5     | Benjamin Ruggles    | 4                                                   | 4 marca 1815                                                                         | 4 marca 1833        | Partia Demokratyczno-Republikańska | Reelekcja w 1821                                                                                                   | |
| 5     | Benjamin Ruggles    | National Republican Party (późniejsza Partia Wigów) | 4 marca 1815                                                                         | 4 marca 1833        | 5                                  | Reelekcja w 1827 Nie starał się o reelekcję w 1833                                                                 | |
| 6     | Thomas Morris       |                                                     | 4 marca 1833                                                                         | 4 marca 1839        | Partia Demokratyczna               | 6 | Wybrany w 1833 Nie starał się o reelekcję w 1839                                                                                      |
| 7     | Benjamin Tappan     |                                                     | 4 marca 1839                                                                         | 4 marca 1845        | Partia Demokratyczna               | 7 | Wybrany w 1838 Nie starał się o reelekcję w 1844                                                                                      |
| 8     | Thomas Corwin       |                                                     | 4 marca 1845                                                                         | 20 lipca 1850       | Partia Wigów                       | 8 | Wybrany w 1844 Zrezygnował w trakcie trwania kadencji, by objąć urząd sekretarza skarbu USA                                           |
| 9     | Thomas Ewing        |                                                     | 20 lipca 1850                                                                        | 4 marca 1851        | Partia Wigów                       | 8 | Mianowany do dokończenia kadencji w 1850 Przegrał wybory na pełną, 6-letnią kadencję w 1851                                           |
| Wakat | Wakat               | Wakat                                               | 4 marca 1851                                                                         | 15 marca 1851       |                                    | 9 | Parlament nie zdołał wybrać senatora                                                                                                  |
| 10    | Benjamin Wade       |                                                     | 15 marca 1851                                                                        | 4 marca 1869        | Partia Wigów                       | 9 | Wybrany z opóźnieniem w 1851 |
| 10    | Benjamin Wade       | Partia Republikańska                                | 15 marca 1851                                                                        | 4 marca 1869        | 10                                 | Reelekcja w 1856                                                                                                   | |
| 10    | Benjamin Wade       | Partia Republikańska                                | 15 marca 1851                                                                        | 4 marca 1869        | 11                                 | Reelekcja w 1863 Przegrał wybory w 1868                                                                            | |
| 11    | Allen Thurman       |                                                     | 4 marca 1869                                                                         | 4 marca 1881        | Partia Demokratyczna               | 12 | Wybrany w 1868 |
| 11    | Allen Thurman       | 13                                                  | 4 marca 1869                                                                         | 4 marca 1881        | Partia Demokratyczna               | Reelekcja w 1874 Przegrał wybory w 1880                                                                            | |
| 12    | John Sherman        |                                                     | 4 marca 1881                                                                         | 4 marca 1897        | Partia Republikańska               | 14 | Wybrany w 1880 |
| 12    | John Sherman        | 15                                                  | 4 marca 1881                                                                         | 4 marca 1897        | Partia Republikańska               | Reelekcja w 1886                                                                                                   | |
| 12    | John Sherman        | 16                                                  | 4 marca 1881                                                                         | 4 marca 1897        | Partia Republikańska               | Reelekcja w 1893 Zrezygnował w trakcie trwania kadencji, by objąć urząd sekretarza stanu USA                       | |
| 13    | Mark Hanna          | 16                                                  |                                                                                      | 4 marca 1897        | 15 lutego 1904                     | Partia Republikańska                                                                                               | Mianowany do kontynuowania kadencji w 1897 Wybrany do dokończenia kadencji w wyborach specjalnych w 1898                              |
| 13    | Mark Hanna          | 17                                                  | Wybrany na pełną, 6-letnią kadencję w 1898 Zmarł w trakcie sprawowania urzędu w 1904 | 4 marca 1897        | 15 lutego 1904                     | Partia Republikańska                                                                                               | |
| Wakat | Wakat               | Wakat                                               | 15 lutego 1904                                                                       | 23 marca 1904       |                                    | 17 | |
| 14    | Charles W. F. Dick  |                                                     | 23 marca 1904                                                                        | 4 marca 1911        | Partia Republikańska               | 17 | Wybrany do dokończenia kadencji w wyborach specjalnych w 1904                                                                         |
| 14    | Charles W. F. Dick  | 18                                                  | 23 marca 1904                                                                        | 4 marca 1911        | Partia Republikańska               | Wybrany na pełną, 6-letnią kadencję w 1904 Przegrał wybory w 1911                                                  | |
| 15    | Atlee Pomerene      |                                                     | 4 marca 1911                                                                         | 4 marca 1923        | Partia Demokratyczna               | 19 | Wybrany w 1911 |
| 15    | Atlee Pomerene      | 20                                                  | 4 marca 1911                                                                         | 4 marca 1923        | Partia Demokratyczna               | Reelekcja w 1916 Przegrał wybory w 1922                                                                            | |
| 16    | Simeon D. Fess      |                                                     | 4 marca 1923                                                                         | 3 stycznia 1935     | Partia Republikańska               | 21 | Wybrany w 1922 |
| 16    | Simeon D. Fess      | 22                                                  | 4 marca 1923                                                                         | 3 stycznia 1935     | Partia Republikańska               | Reelekcja w 1928 Przegrał wybory w 1934                                                                            | |
| 17    | A. Victor Donahey   |                                                     | 3 stycznia 1935                                                                      | 3 stycznia 1941     | Partia Demokratyczna               | 23 | Wybrany w 1934 Nie starał się o reelekcję w 1940                                                                                      |
| 18    | Harold H. Burton    |                                                     | 3 stycznia 1941                                                                      | 30 września 1945    | Partia Republikańska               | 24 | Wybrany w 1940 Zrezygnował w trakcie trwania kadencji, by objąć urząd sędziego w Sądzie Najwyższym USA                                |
| Wakat | Wakat               | Wakat                                               | 30 września 1945                                                                     | 8 października 1945 |                                    | 24 | |
| 19    | James W. Huffman    |                                                     | 8 października 1945                                                                  | 5 listopada 1946    | Partia Demokratyczna               | 24 | Mianowany do kontynuowania kadencji Zrezygnował po wyborze następcy                                                                   |
| 20    | Kingsley A. Taft    |                                                     | 5 listopada 1946                                                                     | 3 stycznia 1947     | Partia Republikańska               | 24 | Wybrany do dokończenia kadencji w wyborach specjalnych w 1946 Nie starał się o wybór na pełną, 6-letnią kadencję w 1946               |
| 21    | John W. Bricker     |                                                     | 3 stycznia 1947                                                                      | 3 stycznia 1959     | Partia Republikańska               | 25 | Wybrany w 1946 |
| 21    | John W. Bricker     | 26                                                  | 3 stycznia 1947                                                                      | 3 stycznia 1959     | Partia Republikańska               | Reelekcja w 1952 Przegrał wybory w 1958                                                                            | |
| 22    | Stephen M. Young    |                                                     | 3 stycznia 1959                                                                      | 3 stycznia 1971     | Partia Demokratyczna               | 27 | Wybrany w 1958 |
| 22    | Stephen M. Young    | 28                                                  | 3 stycznia 1959                                                                      | 3 stycznia 1971     | Partia Demokratyczna               | Reelekcja w 1964 Nie starał się o reelekcję w 1970                                                                 | |
| 23    | Robert Taft Jr.     |                                                     | 3 stycznia 1971                                                                      | 29 grudnia 1976     | Partia Republikańska               | 29 | Wybrany w 1970 Przegrał wybory w 1976 Zrezygnował przed końcem kadencji, by wybrany następca mógł szybciej objąć urząd                |
| 24    | Howard Metzenbaum   |                                                     | 29 grudnia 1976                                                                      | 3 stycznia 1995     | Partia Demokratyczna               | 29 | Mianowany do dokończenia kadencji, będąc już wcześniej wybrany na pełną, 6-letnią kadencję                                            |
| 24    | Howard Metzenbaum   | 30                                                  | 29 grudnia 1976                                                                      | 3 stycznia 1995     | Partia Demokratyczna               | Wybrany w 1976 | |
| 24    | Howard Metzenbaum   | 31                                                  | 29 grudnia 1976                                                                      | 3 stycznia 1995     | Partia Demokratyczna               | Reelekcja w 1982                                                                                                   | |
| 24    | Howard Metzenbaum   | 32                                                  | 29 grudnia 1976                                                                      | 3 stycznia 1995     | Partia Demokratyczna               | Reelekcja w 1988 Nie starał się o reelekcję w 1994                                                                 | |
| 25    | Mike DeWine         |                                                     | 3 stycznia 1995                                                                      | 3 stycznia 2007     | Partia Republikańska               | 33 | Wybrany w 1994 |
| 25    | Mike DeWine         | 34                                                  | 3 stycznia 1995                                                                      | 3 stycznia 2007     | Partia Republikańska               | Reelekcja w 2000 Przegrał wybory w 2006                                                                            | |
| 26    | Sherrod Brown       |                                                     | 3 stycznia 2007                                                                      | nadal               | Partia Demokratyczna               | 35 | Wybrany w 2006 |
| 26    | Sherrod Brown       | 36                                                  | 3 stycznia 2007                                                                      | nadal               | Partia Demokratyczna               | Reelekcja w 2012                                                                                                   | |
| 26    | Sherrod Brown       | 37                                                  | 3 stycznia 2007                                                                      | nadal               | Partia Demokratyczna               | Reelekcja w 2018                                                                                                   | |

## 3. klasa
| Lp.   | Imię i nazwisko        | Imię i nazwisko | Od                   | Do                   | Partia                                              | Kadencja                                                                                      | Uwagi |
| ----- | ---------------------- | --------------- | -------------------- | -------------------- | --------------------------------------------------- | --------------------------------------------------------------------------------------------- | --- |
| 1     | Thomas Worthington     |                 | 1 kwietnia 1803      | 4 marca 1807         | Partia Demokratyczno-Republikańska                  | 1                                                                                             | Wybrany w 1803 Nie starał się o reelekcję w 1807 |
| 2     | Edward Tiffin          |                 | 4 marca 1807         | 4 marca 1809         | Partia Demokratyczno-Republikańska                  | 2                                                                                             | Wybrany w 1807 Zrezygnował w trakcie trwania kadencji w 1809 |
| Wakat | Wakat                  | Wakat           | 4 marca 1809         | 18 maja 1809         |                                                     | 2                                                                                             | |
| 3     | Stanley Griswold       |                 | 18 maja 1809         | 11 grudnia 1809      | Partia Demokratyczno-Republikańska                  | 2                                                                                             | Mianowany do kontynuowania kadencji w 1809 Zrezygnował po wyborze następcy |
| 4     | Alexander Campbell     |                 | 11 grudnia 1809      | 4 marca 1813         | Partia Demokratyczno-Republikańska                  | 2                                                                                             | Wybrany do dokończenia kadencji w wyborach specjalnych w 1809 Nie starał się o wybór na pełną, 6-letnią kadencję w 1813                                                                        |
| 5     | Jeremiah Morrow        |                 | 4 marca 1813         | 4 marca 1819         | Partia Demokratyczno-Republikańska                  | 3                                                                                             | Wybrany w 1813 Nie starał się o reelekcję w 1819 |
| 6     | William A. Trimble     |                 | 4 marca 1819         | 13 grudnia 1821      | Partia Demokratyczno-Republikańska                  | 4                                                                                             | Wybrany w 1819 Zmarł w trakcie pełnienia urzędu w 1821 |
| Wakat | Wakat                  | Wakat           | 13 grudnia 1821      | 3 stycznia 1822      |                                                     | 4                                                                                             | |
| 7     | Ethan Allen Brown      |                 | 3 stycznia 1822      | 4 marca 1825         | Partia Demokratyczno-Republikańska                  | 4                                                                                             | Wybrany do dokończenia kadencji w wyborach specjalnych w 1822 Przegrał wybory w 1824 lub 1825                                                                                                  |
| 8     | William Henry Harrison |                 | 4 marca 1825         | 20 maja 1828         | National Republican Party (późniejsza Partia Wigów) | 5                                                                                             | Wybrany w 1824 lub 1825 Zrezygnował w trakcie trwania kadencji, by objąć urząd ambasadora USA w Wielkiej Kolumbii                                                                              |
| Wakat | Wakat                  | Wakat           | 20 maja 1828         | 10 grudnia 1828      |                                                     | 5                                                                                             | |
| 9     | Jacob Burnet           |                 | 10 grudnia 1828      | 4 marca 1831         | National Republican Party (późniejsza Partia Wigów) | 5                                                                                             | Wybrany do dokończenia kadencji w wyborach specjalnych w 1828 Nie starał się o wybór na pełną, 6-letnią kadencję w 1831                                                                        |
| 10    | Thomas Ewing           |                 | 4 marca 1831         | 4 marca 1837         | National Republican Party (późniejsza Partia Wigów) | 6                                                                                             | Wybrany w 1831 Przegrał wybory w 1837 |
| 11    | William Allen          |                 | 4 marca 1837         | 4 marca 1849         | Partia Demokratyczna                                | 7                                                                                             | Wybrany w 1837 |
| 11    | William Allen          | 8               | 4 marca 1837         | 4 marca 1849         | Partia Demokratyczna                                | Reelekcja w 1842 Przegrał wybory w 1849                                                       | |
| 12    | Salmon Chase           |                 | 4 marca 1849         | 4 marca 1855         | Partia Wolnej Ziemi                                 | 9                                                                                             | Wybrany w 1849 Nie starał się o reelekcję w 1854 |
| 13    | George E. Pugh         |                 | 4 marca 1855         | 4 marca 1861         | Partia Demokratyczna                                | 10                                                                                            | Wybrany w 1854 Przegrał wybory w 1860 |
| 14    | Salmon Chase           |                 | 4 marca 1861         | 6 marca 1861         | Partia Republikańska                                | 11                                                                                            | Wybrany w 1860 Zrezygnował w trakcie trwania kadencji, by objąć urząd sekretarza skarbu USA |
| Wakat | Wakat                  | Wakat           | 6 marca 1861         | 21 marca 1861        |                                                     | 11                                                                                            | |
| 15    | John Sherman           |                 | 21 marca 1861        | 8 marca 1877         | Partia Republikańska                                | 11                                                                                            | Wybrany do dokończenia kadencji w wyborach specjalnych w 1861 |
| 15    | John Sherman           | 12              | 21 marca 1861        | 8 marca 1877         | Partia Republikańska                                | Reelekcja w 1866                                                                              | |
| 15    | John Sherman           | 13              | 21 marca 1861        | 8 marca 1877         | Partia Republikańska                                | Reelekcja w 1872 Zrezygnował w trakcie trwania kadencji, by objąć urząd sekretarza skarbu USA | |
| Wakat | Wakat                  | Wakat           | 8 marca 1877         | 21 marca 1877        |                                                     | 13                                                                                            | |
| 16    | Stanley Matthews       |                 | 21 marca 1877        | 4 marca 1879         | Partia Republikańska                                | 13                                                                                            | Wybrany do dokończenia kadencji w wyborach specjalnych w 1877 Nie starał się o wybór na pełną, 6-letnią kadencję w 1878 lub 1879                                                               |
| 17    | George H. Pendleton    |                 | 4 marca 1879         | 4 marca 1885         | Partia Demokratyczna                                | 14                                                                                            | Wybrany w 1878 lub 1879 Przegrał wybory w 1884 |
| 18    | Henry B. Payne         |                 | 4 marca 1885         | 4 marca 1891         | Partia Demokratyczna                                | 15                                                                                            | Wybrany w 1884 Nie starał się o reelekcję w 1890 |
| 19    | Calvin S. Brice        |                 | 4 marca 1891         | 4 marca 1897         | Partia Demokratyczna                                | 16                                                                                            | Wybrany w 1890 Przegrał wybory w 1896 |
| 20    | Joseph B. Foraker      |                 | 4 marca 1897         | 4 marca 1909         | Partia Republikańska                                | 17                                                                                            | Wybrany w 1896 |
| 20    | Joseph B. Foraker      | 18              | 4 marca 1897         | 4 marca 1909         | Partia Republikańska                                | Reelekcja w 1902 Nie starał się o reelekcję w 1909                                            | |
| 21    | Theodore E. Burton     |                 | 4 marca 1909         | 4 marca 1915         | Partia Republikańska                                | 19                                                                                            | Wybrany w 1909 Nie starał się o reelekcję w 1914 |
| 22    | Warren Harding         |                 | 4 marca 1915         | 13 stycznia 1921     | Partia Republikańska                                | 20                                                                                            | Wybrany w 1914 Nie starał się o reelekcję w 1920, by wystartować w wyborach prezydenckich Zrezygnował przed końcem kadencji, by objąć urząd Prezydenta USA                                     |
| 23    | Frank B. Willis        |                 | 13 stycznia 1921     | 30 marca 1928        | Partia Republikańska                                | 20                                                                                            | Mianowany do dokończenia kadencji, będąc już wcześniej wybrany na pełną, 6-letnią kadencję |
| 23    | Frank B. Willis        | 21              | 13 stycznia 1921     | 30 marca 1928        | Partia Republikańska                                | Wybrany w 1920                                                                                | |
| 23    | Frank B. Willis        | 22              | 13 stycznia 1921     | 30 marca 1928        | Partia Republikańska                                | Reelekcja w 1926 Zmarł w trakcie pełnienia urzędu w 1928                                      | |
| Wakat | Wakat                  | Wakat           | 30 marca 1928        | 5 kwietnia 1928      |                                                     | 22                                                                                            | |
| 24    | Cyrus Locher           |                 | 5 kwietnia 1928      | 14 grudnia 1928      | Partia Demokratyczna                                | 22                                                                                            | Mianowany do kontynuowania kadencji w 1928 Przegrał prawybory przed wyborami specjalnymi w 1928                                                                                                |
| 25    | Theodore E. Burton     |                 | 14 grudnia 1928      | 28 października 1929 | Partia Republikańska                                | 22                                                                                            | Wybrany do dokończenia kadencji w wyborach specjalnych w 1928 Zmarł w trakcie pełnienia urzędu w 1929                                                                                          |
| Wakat | Wakat                  | Wakat           | 28 października 1929 | 5 listopada 1929     |                                                     | 22                                                                                            | |
| 26    | Roscoe C. McCulloch    |                 | 5 listopada 1929     | 30 listopada 1930    | Partia Republikańska                                | 22                                                                                            | Mianowany do kontynuowania kadencji w 1929 Przegrał w wyborach specjalnych o dokończenie kadencji w 1930                                                                                       |
| 27    | Robert J. Bulkley      |                 | 30 listopada 1930    | 3 stycznia 1939      | Partia Demokratyczna                                | 22                                                                                            | Wybrany do dokończenia kadencji w wyborach specjalnych w 1930 |
| 27    | Robert J. Bulkley      | 23              | 30 listopada 1930    | 3 stycznia 1939      | Partia Demokratyczna                                | Wybrany na pełną, 6-letnią kadencję w 1932 Przegrał wybory w 1938                             | |
| 28    | Robert A. Taft         |                 | 3 stycznia 1939      | 31 lipca 1953        | Partia Republikańska                                | 24                                                                                            | Wybrany w 1938 |
| 28    | Robert A. Taft         | 25              | 3 stycznia 1939      | 31 lipca 1953        | Partia Republikańska                                | Wybrany w 1944                                                                                | |
| 28    | Robert A. Taft         | 26              | 3 stycznia 1939      | 31 lipca 1953        | Partia Republikańska                                | Reelekcja w 1950 Zmarł w trakcie pełnienia urzędu w 1953                                      | |
| Wakat | Wakat                  | Wakat           | 31 lipca 1953        | 10 listopada 1953    |                                                     | 26                                                                                            | |
| 29    | Thomas A. Burke        |                 | 10 listopada 1953    | 2 grudnia 1954       | Partia Demokratyczna                                | 26                                                                                            | Mianowany do kontynuowania kadencji w 1953 Przegrał w wyborach specjalnych o dokończenie kadencji w 1954                                                                                       |
| Wakat | Wakat                  | Wakat           | 2 grudnia 1954       | 16 grudnia 1954      |                                                     | 26                                                                                            | |
| 30    | George H. Bender       |                 | 16 grudnia 1954      | 3 stycznia 1957      | Partia Republikańska                                | 26                                                                                            | Wybrany do dokończenia kadencji w wyborach specjalnych w 1954 Przegrał wybory na pełną, 6-letnią kadencję w 1956                                                                               |
| 31    | Frank Lausche          |                 | 3 stycznia 1957      | 3 stycznia 1969      | Partia Demokratyczna                                | 27                                                                                            | Wybrany w 1956 |
| 31    | Frank Lausche          | 28              | 3 stycznia 1957      | 3 stycznia 1969      | Partia Demokratyczna                                | Reelekcja w 1962 Przegrał prawybory w 1968                                                    | |
| 32    | William Saxbe          |                 | 3 stycznia 1969      | 3 stycznia 1974      | Partia Republikańska                                | 29                                                                                            | Wybrany w 1968 Zrezygnował przed końcem kadencji, by objąć urząd prokuratora generalnego USA                                                                                                   |
| 33    | Howard Metzenbaum      |                 | 3 stycznia 1974      | 23 grudnia 1975      | Partia Demokratyczna                                | 29                                                                                            | Mianowany do dokończenia kadencji w 1974 Przegrał prawybory przed wyborami na pełną, 6-letnią kadencję w 1974 Zrezygnował przed końcem kadencji, by wybrany następca mógł szybciej objąć urząd |
| 34    | John Glenn             |                 | 23 grudnia 1975      | 3 stycznia 1999      | Partia Demokratyczna                                | 29                                                                                            | Mianowany do dokończenia kadencji, będąc już wcześniej wybrany na pełną, 6-letnią kadencję |
| 34    | John Glenn             | 30              | 23 grudnia 1975      | 3 stycznia 1999      | Partia Demokratyczna                                | Wybrany w 1974                                                                                | |
| 34    | John Glenn             | 31              | 23 grudnia 1975      | 3 stycznia 1999      | Partia Demokratyczna                                | Reelekcja w 1980                                                                              | |
| 34    | John Glenn             | 32              | 23 grudnia 1975      | 3 stycznia 1999      | Partia Demokratyczna                                | Reelekcja w 1986                                                                              | |
| 34    | John Glenn             | 33              | 23 grudnia 1975      | 3 stycznia 1999      | Partia Demokratyczna                                | Reelekcja w 1992 Nie starał się o reelekcję w 1998                                            | |
| 35    | George Voinovich       |                 | 3 stycznia 1999      | 3 stycznia 2011      | Partia Republikańska                                | 34                                                                                            | Wybrany w 1998 |
| 35    | George Voinovich       | 35              | 3 stycznia 1999      | 3 stycznia 2011      | Partia Republikańska                                | Reelekcja w 2004 Nie starał się o reelekcję w 2010                                            | |
| 36    | Rob Portman            |                 | 3 stycznia 2011      | 3 stycznia 2023      | Partia Republikańska                                | 36                                                                                            | Wybrany w 2010 |
| 36    | Rob Portman            | 37              | 3 stycznia 2011      | 3 stycznia 2023      | Partia Republikańska                                | Reelekcja w 2016 Nie starał się o reelekcję w 2022                                            | |
| 37    | J.D. Vance             |                 | 3 stycznia 2023      | 10 stycznia 2025     | Partia Republikańska                                | 38                                                                                            | Wybrany w 2022 Zrezygnował w trakcie trwania kadencji w 2025 |
| 38    | Jon Husted             |                 | 21 stycznia 2025     | nadal                | Partia Republikańska                                | 38                                                                                            | Mianowany do dokończenia kadencji w 2025 |